# Mai 1964

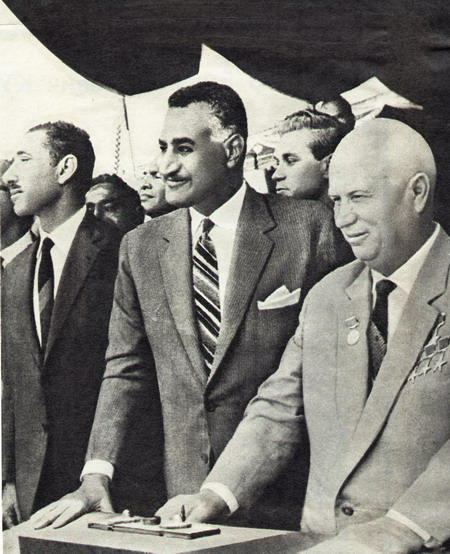
Mai 1964

## Évènements
- Voyage de Khrouchtchev en Égypte. Le parti communiste égyptien s'autodissout.
- Le président Lyndon Johnson reçoit le président du Conseil israélien à Washington. Il affirme que les États-Unis défendront l'intégrité du territoire hébreu.

- 4 mai : ouverture à Genève du Kennedy Round, premier cycle de négociations du GATT. Abaissement des barrières douanières (fin le 30 juin 1967).

- 7 mai, Grande polémique : lettre du parti communiste chinois au parti communiste soviétique[1].

- 10 mai : le gouvernement tunisien décide de nationaliser toutes les terres possédées par des étrangers, en premier lieu celles des colons. La France annule aussitôt son aide financière et rappelle ses techniciens.

- 13 mai : 
  - Réélection de Modibo Keïta à la présidence du Mali.
  - Inauguration de la première tranche du barrage d'Assouan, en Égypte, par Nikita Khrouchtchev et Gamal Abdel Nasser.

- 22 mai : dans un discours[2] à l'université du Michigan, Lyndon Johnson substitue à la « Nouvelle Frontière » de son prédécesseur le programme de la « Grande Société ».

- 23 mai (Formule 1) : Grand Prix automobile des Pays-Bas.

- 23 mai - 2 juin : ouverture du premier congrès palestinien à Jérusalem. Création de l'Organisation de Libération de la Palestine (OLP) et de l'Armée de libération de la Palestine (ALP). Le Comité exécutif de l'OLP (CEOLP) est élu et présidé par Ahmed Choukairy. L'orientation de l'OLP est nettement panarabe et proche de Nasser, contrairement au Fatah. Yasser Arafat affiche son opposition en se rendant à Alger avec Abou Jihad et obtient de l'aide de Ahmed Ben Bella pour mener des actions de guérilla contre Israël.

- 24 mai : opération Sea Orbit.

- 26 mai : 
  - La Chine rejette un appel de la Grande-Bretagne, lui demandant d'intervenir pour que cessent les combats au Laos.
  - Le Laos est impliqué dans la guerre du Viêt Nam. Les États-Unis bombardent le pays afin de bloquer le mouvement des troupes vietnamiennes et les ravitaillements le long de la piste Hô Chi Minh qui part du Nord-Viêt Nam et traverse tout le Laos oriental, permettant l'approvisionnement du Sud. La plaine de Jars est complètement détruite par les bombardements entre mai 1964 et septembre 1969. Les bombardements se poursuivirent jusqu'en 1973.
  - Inauguration de la canalisation de la Moselle par la grande-duchesse de Luxembourg Charlotte, les présidents allemand et français Heinrich Lübke et Charles de Gaulle.

- 27 mai : mort du Premier ministre indien Jawaharlal Nehru.

- 28 mai : adoption de la Charte nationale palestinienne.

## Naissances
- 4 mai : Rocco Siffredi, acteur porno italien.
- 5 mai : 
  - Jean-François Copé, homme politique français.
  - Françoise Cactus, romancière, chanteuse, multi-instrumentiste et auteur d’émissions radiophoniques franco-allemande († 17 février 2021).
- 6 mai : Lucien Jean-Baptiste, acteur, réalisateur et scénariste français.
- 7 mai : Dominique Brun, judokate française.
- 8 mai : 
  - Melissa Gilbert, actrice américaine.
  - Dave Rowntree, batteur anglais du groupe Blur.
- 10 mai : Emmanuelle Devos, actrice française.
- 12 mai : 
  - Julius Maada Bio, personnalité politique sierra-léonais.
  - Nidia Vílchez, femme politique péruvienne.
- 14 mai : James M. Kelly, astronaute américain.
- 20 mai : 
  - Paul W. Richards, astronaute américain.
  - Christian Quesada : grand maître de midi de l'émission les 12 coups de midi.
  - Petr Kellner, homme d'affaires tchèque († 27 mars 2021).
- 23 mai : Ruth Metzler-Arnold, femme politique et ancienne conseillère fédérale suisse.
- 25 mai :
  - Philippe Jaenada, écrivain français, prix Femina 2017.
  - Ivan Bella, spationaute slovaque.
  - Ray Stevenson, acteur britannique († 22 mai 2023).
- 26 mai :
  - Paul Okalik, premier ministre du Nunavut.
  - Lenny Kravitz, chanteur américain.
- 29 mai : Fernando Cepeda, matador espagnol.
- 30 mai : Tom Morello, guitariste de Rage Against The Machine et d'Audioslave.
- 31 mai : Pascal Sellem, acteur et humoriste français.

## Décès
- 7 mai : Lucien de Maleville, peintre français (° 15 septembre 1881).
- 8 mai : Marie Gross, résistante française ayant permis l'évasion d'une soixantaine de prisonniers de guerre français pendant la Seconde Guerre mondiale (°23 juillet 1899).
- 10 mai : Michel Larionov, peintre et décorateur russe qui obtient la nationalité française (° 3 juin 1881).
- 26 mai : « Armillita » (Juan Espinosa Saucedo), matador mexicain (° 26 juin 1905).
- 27 mai : Pandit Nehru, premier ministre indien (° 1889).